# 경상북도관광공사

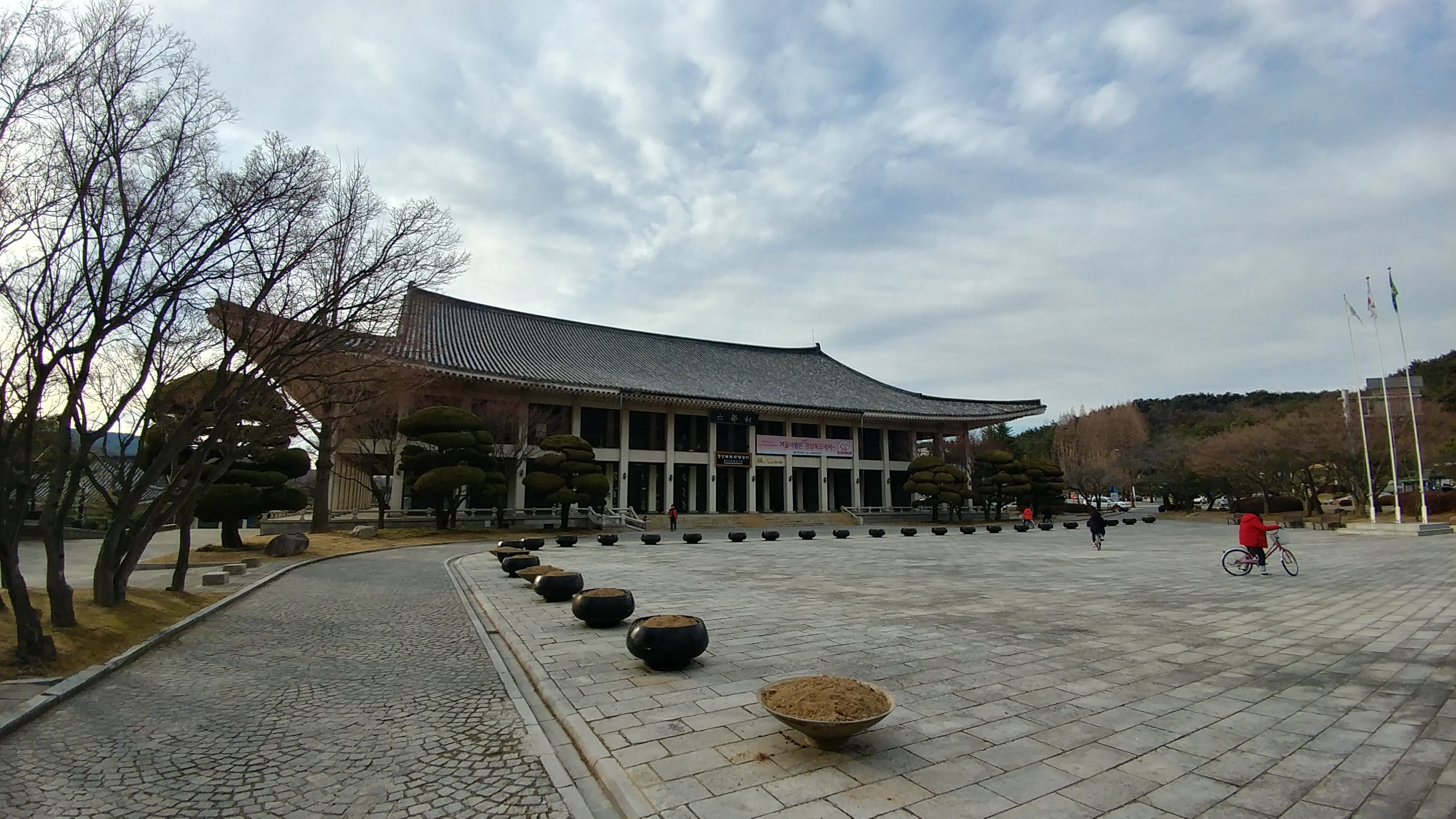
경주 보문관광단지 내에 있는 경북 관광공사

경상북도관광공사는 경상북도의 관광 진흥을 위해 설립된 공기업이다.

## 연혁
- 2011. 02. 28. 매각업무협약 체결(경상북도 ↔ 한국관광공사)
- 2011. 11. 07. 경상북도관광공사 설립 및 운영에 관한 조례 공포
- 2011. 12. 08. 경상북도관광공사 자본금(현금) 출자 계획 의결
- 2012. 03. 26. 본 계약체결(경상북도 ↔ 한국관광공사)
- 2012. 06. 07. 경상북도관광공사 설립